# Fasad

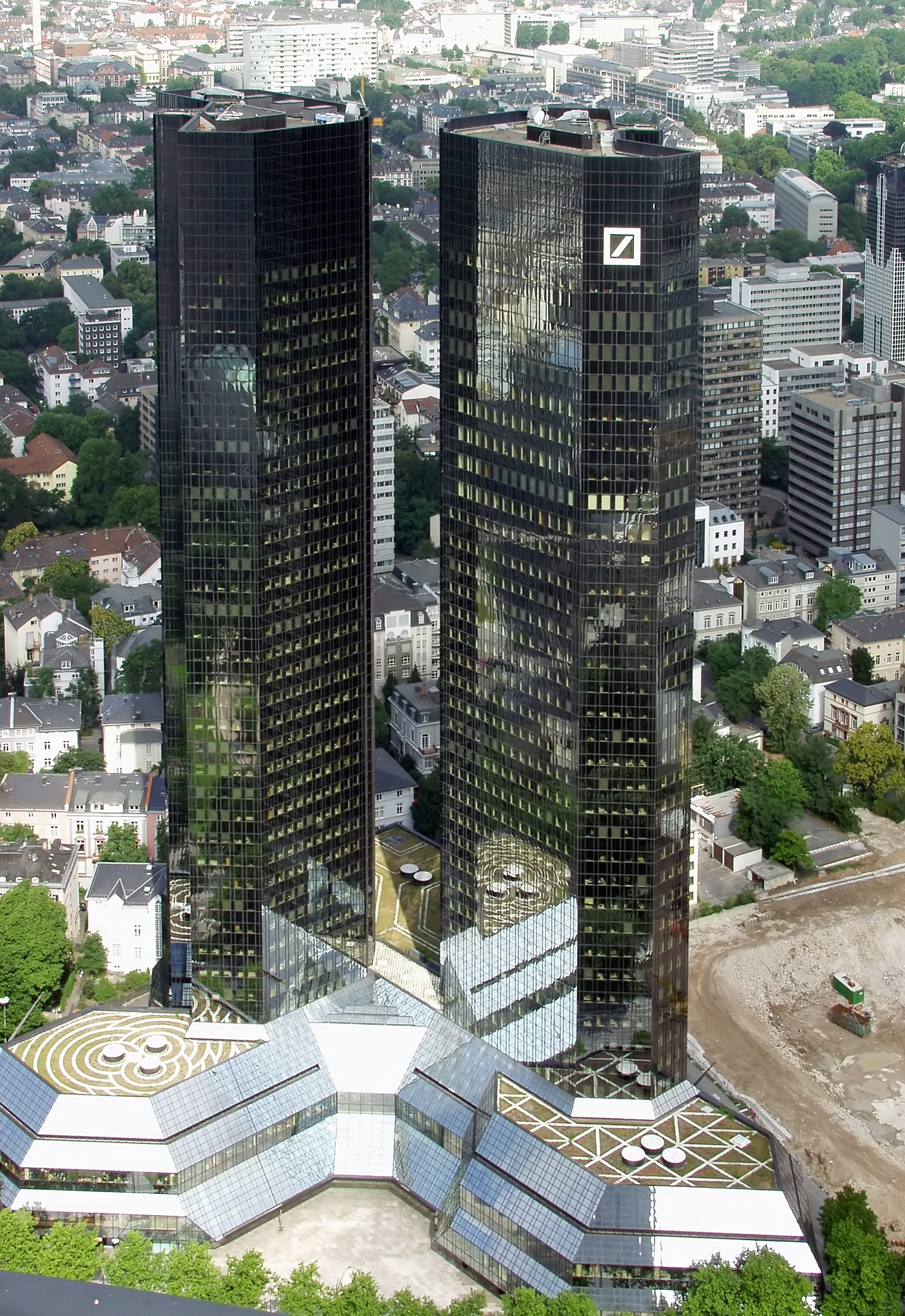
Glasfasad i Frankfurt am Main

Fasad är en arkitektonisk term för en yttersida, ofta framsidan, på en byggnad. En fasad måste vara synlig utifrån, så en husvägg som står mot nästa hus kan inte kallas fasad. Ordet kan också beteckna en ritning som visar fasaderna på en byggnad.
Fasad eller prospekt är också benämning på framsidan av orgelhus. I fasaden finns ofta ljudande eller stumma pipor.
Fasad eller avfasad är ett byggbegrepp, där man menar en icke skarp kant på en byggnadsdel.

## Teatermotiv
Teatermotiv är i romersk arkitektur, klassisk och klassicerande arkitektur en typ av fasaddekor. Det är kolonner/pilastrar som på fasaden står i kolonnordningarnas klassiska ordning från "tunga" till "lätta", normalt dorisk-jonisk-korintisk. Detta syns tydligt på Colosseums fasad.

## Bilder

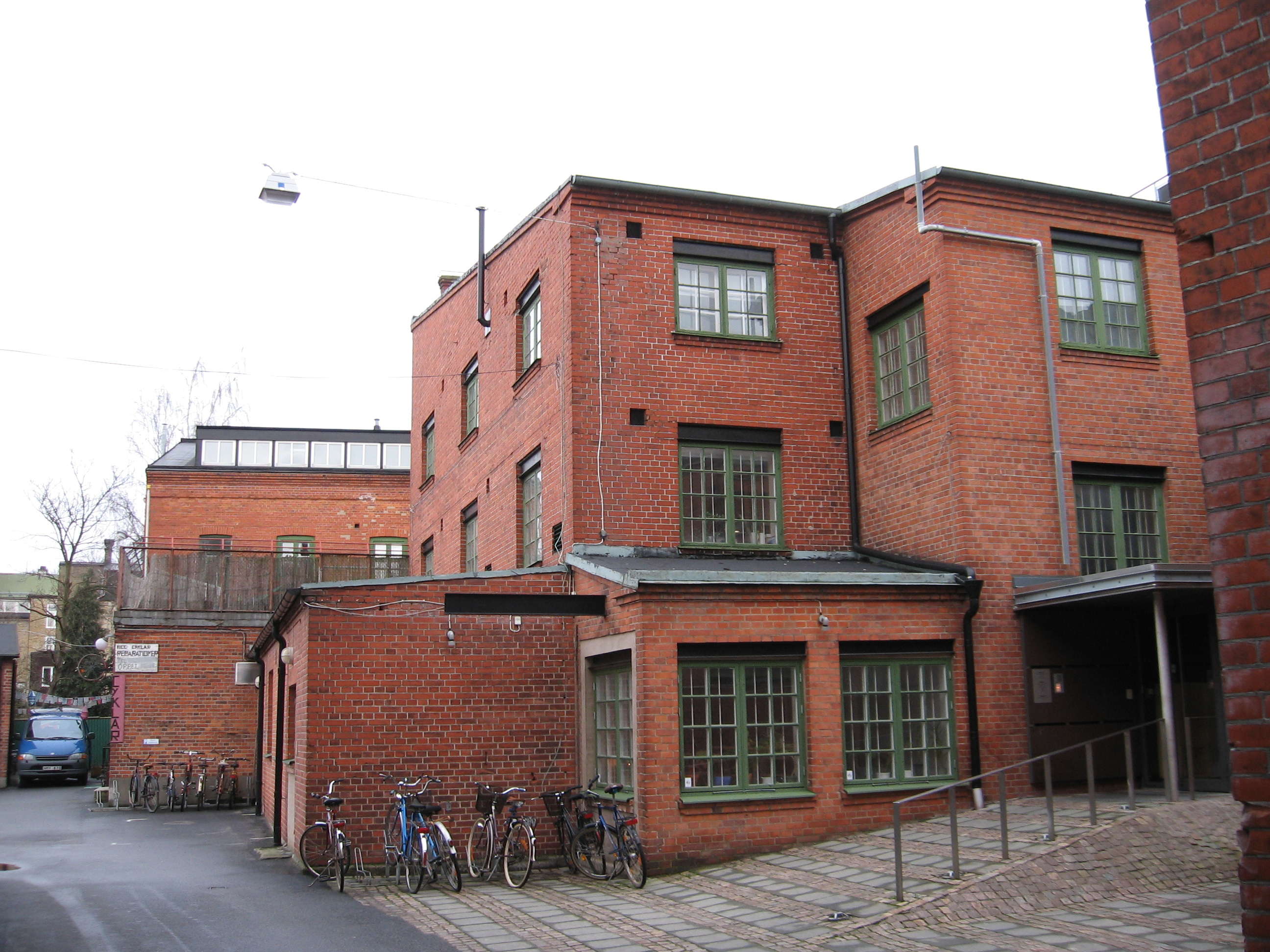
Tegel
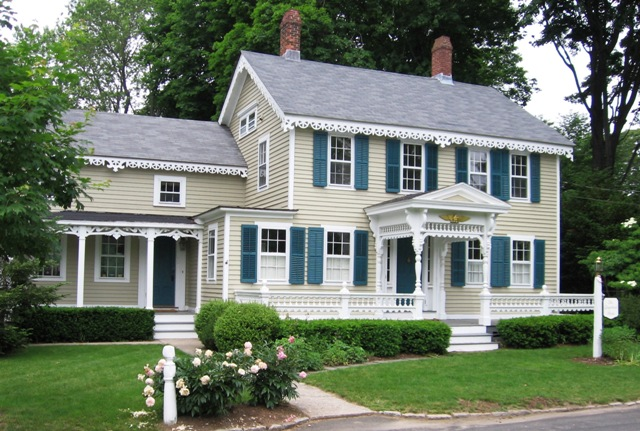
Trä
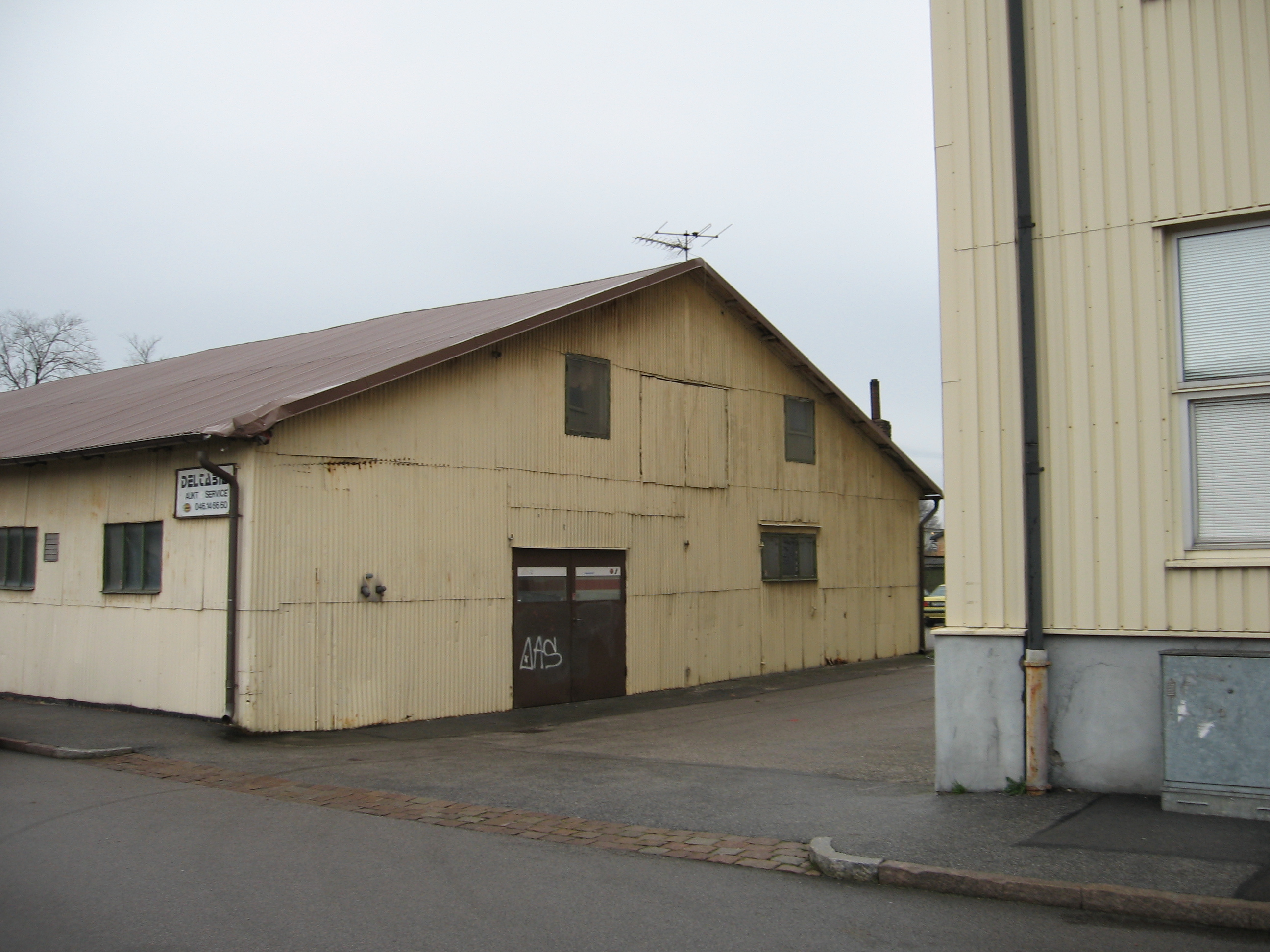
Plåt
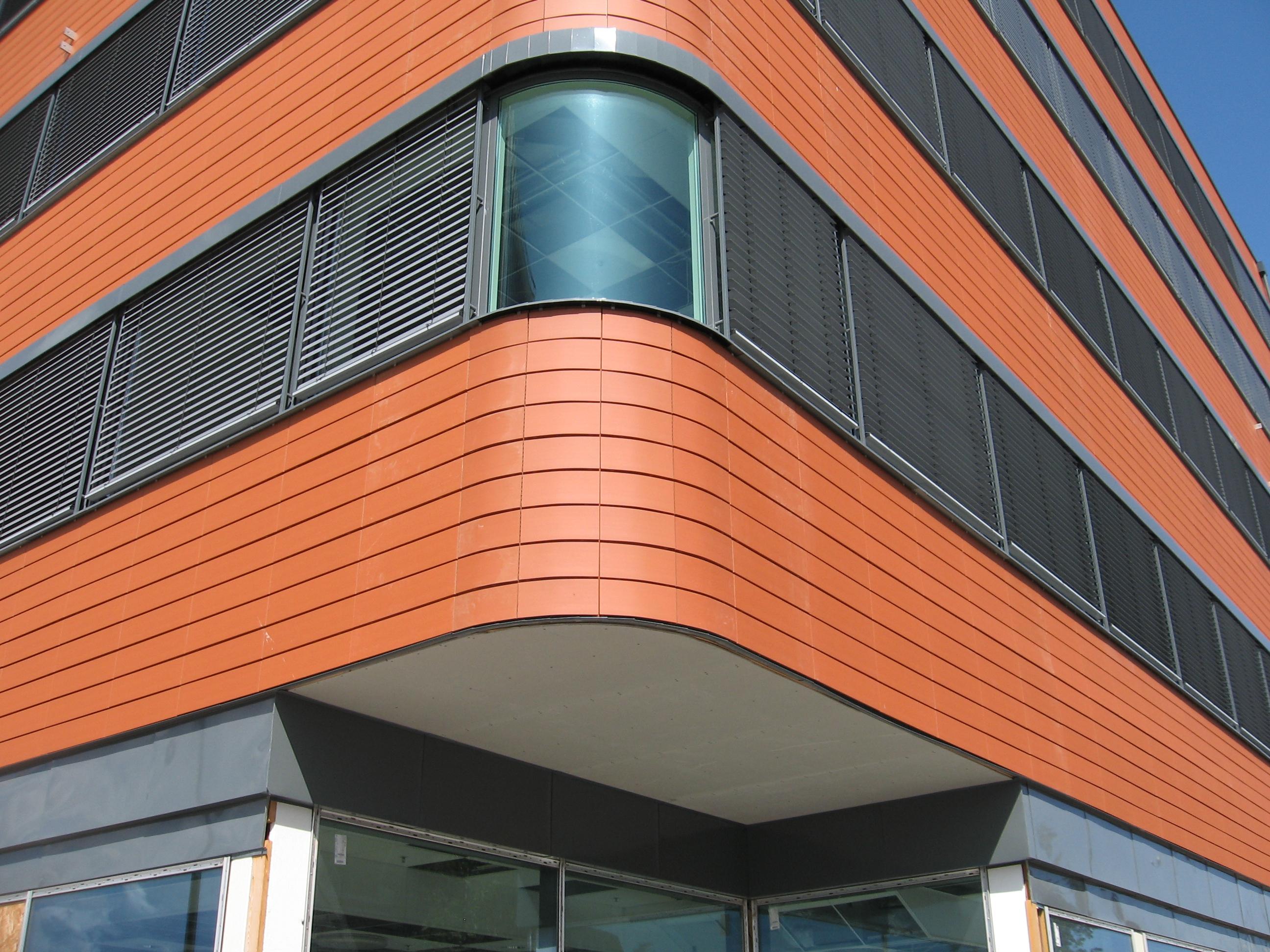
Skärmtegel
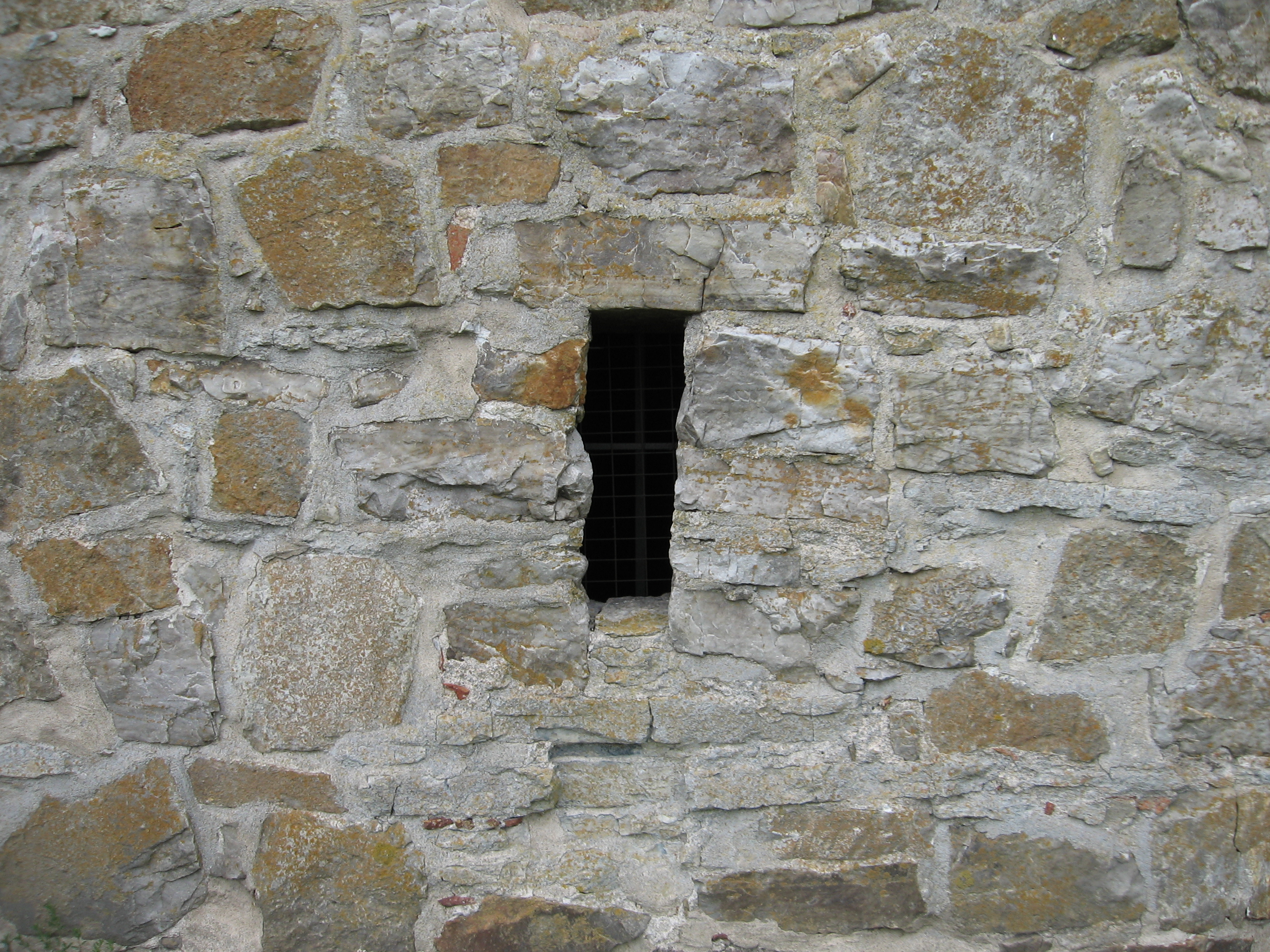
Sten
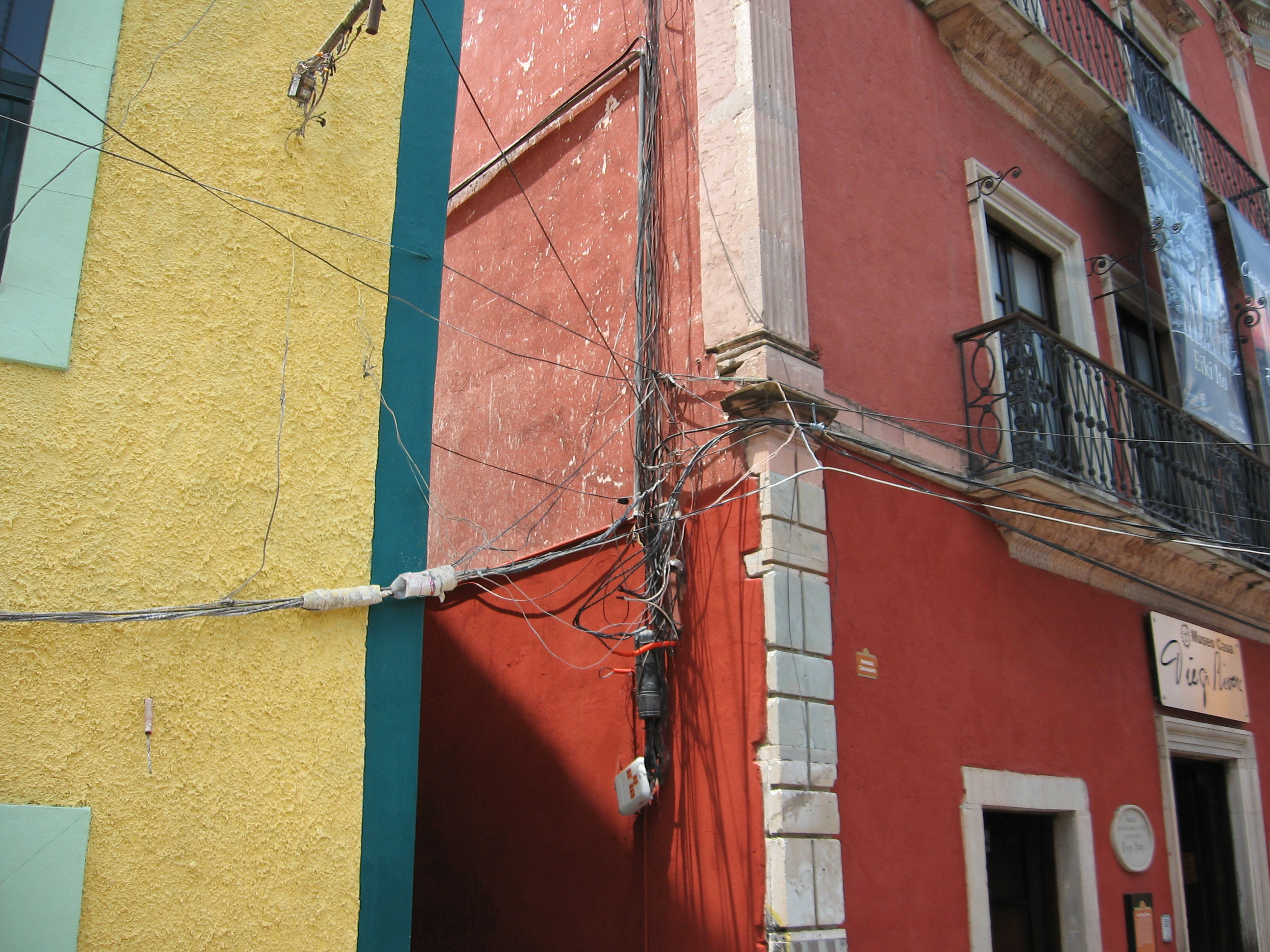
Puts
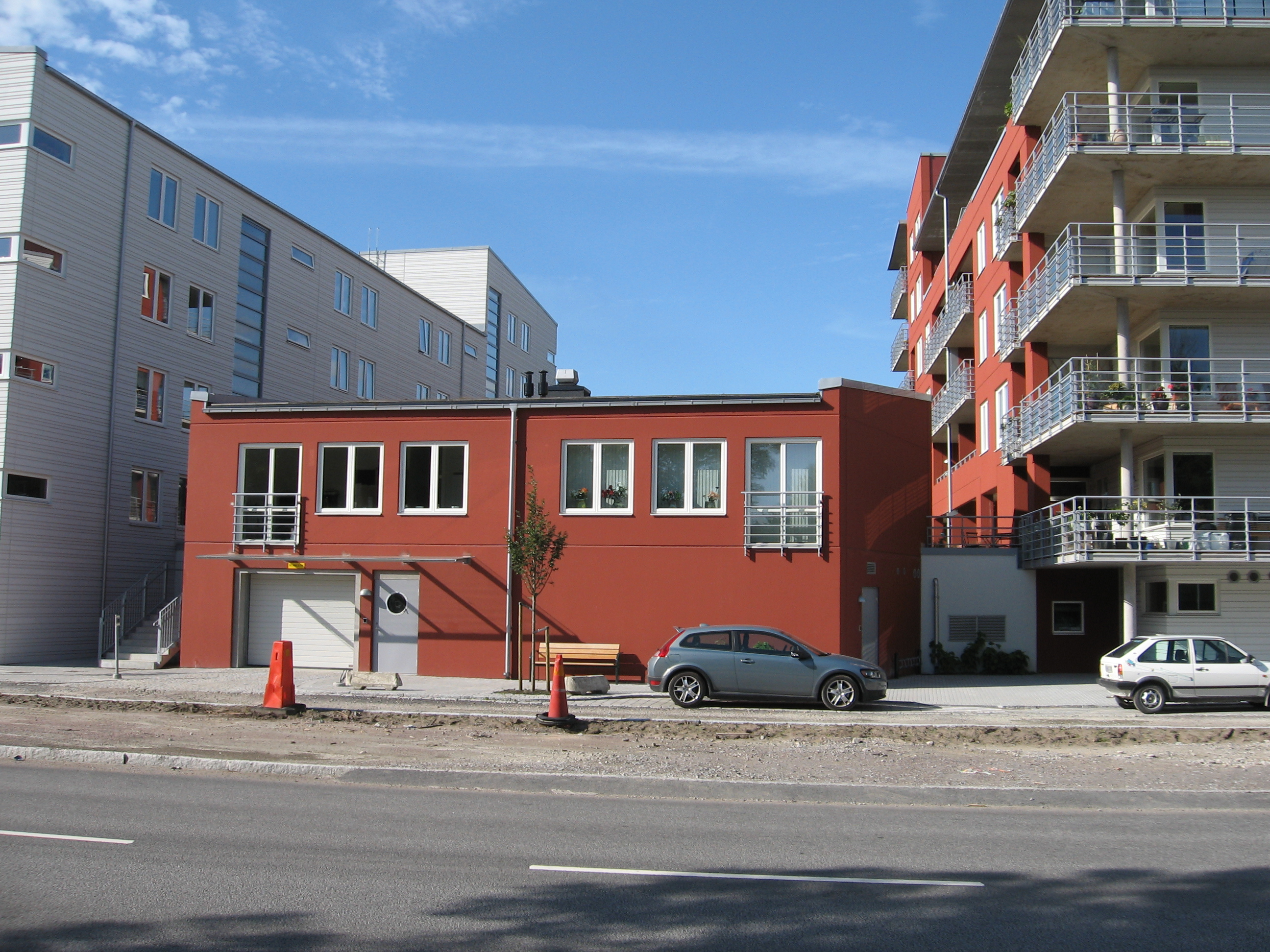
Betongelement
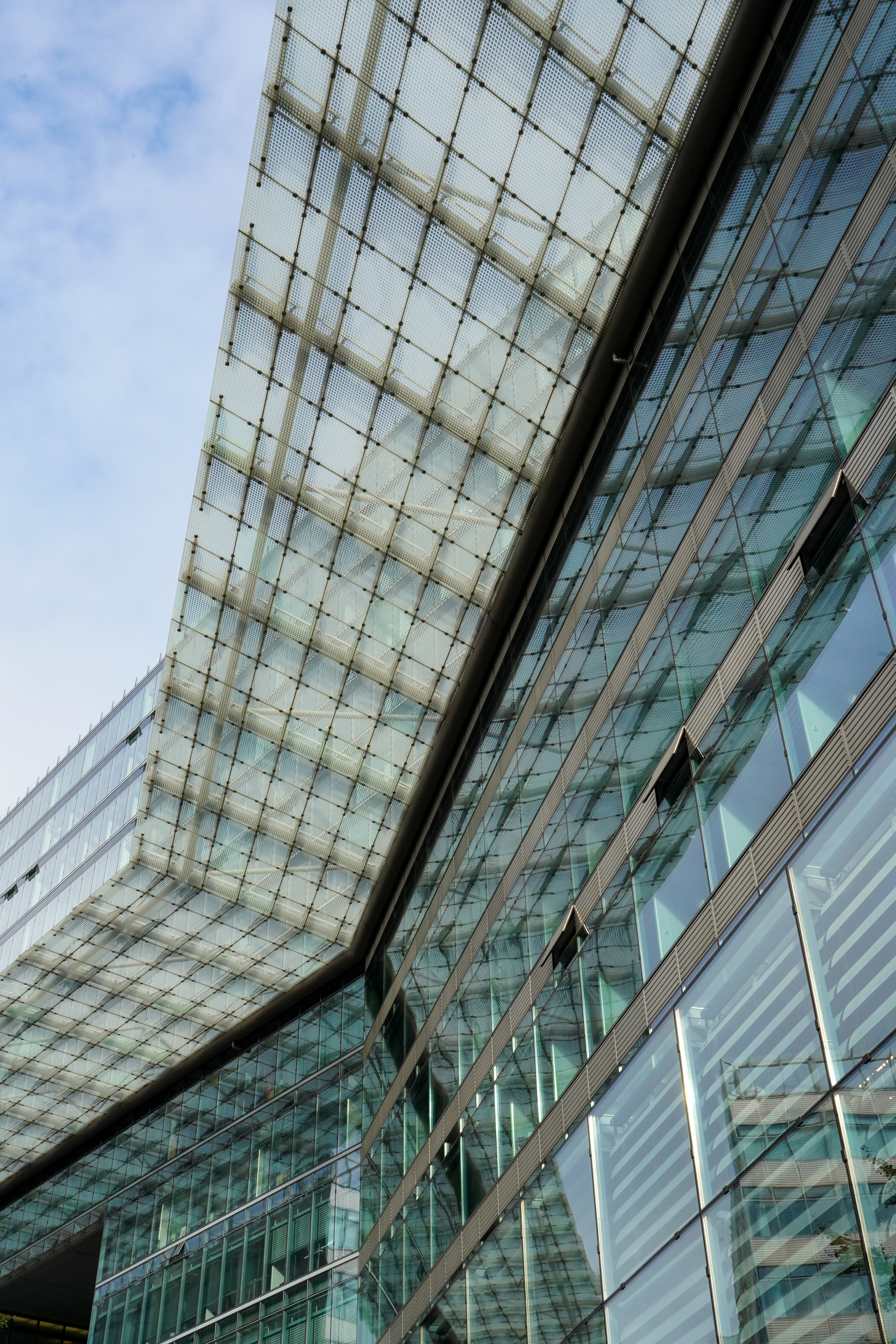
Glas
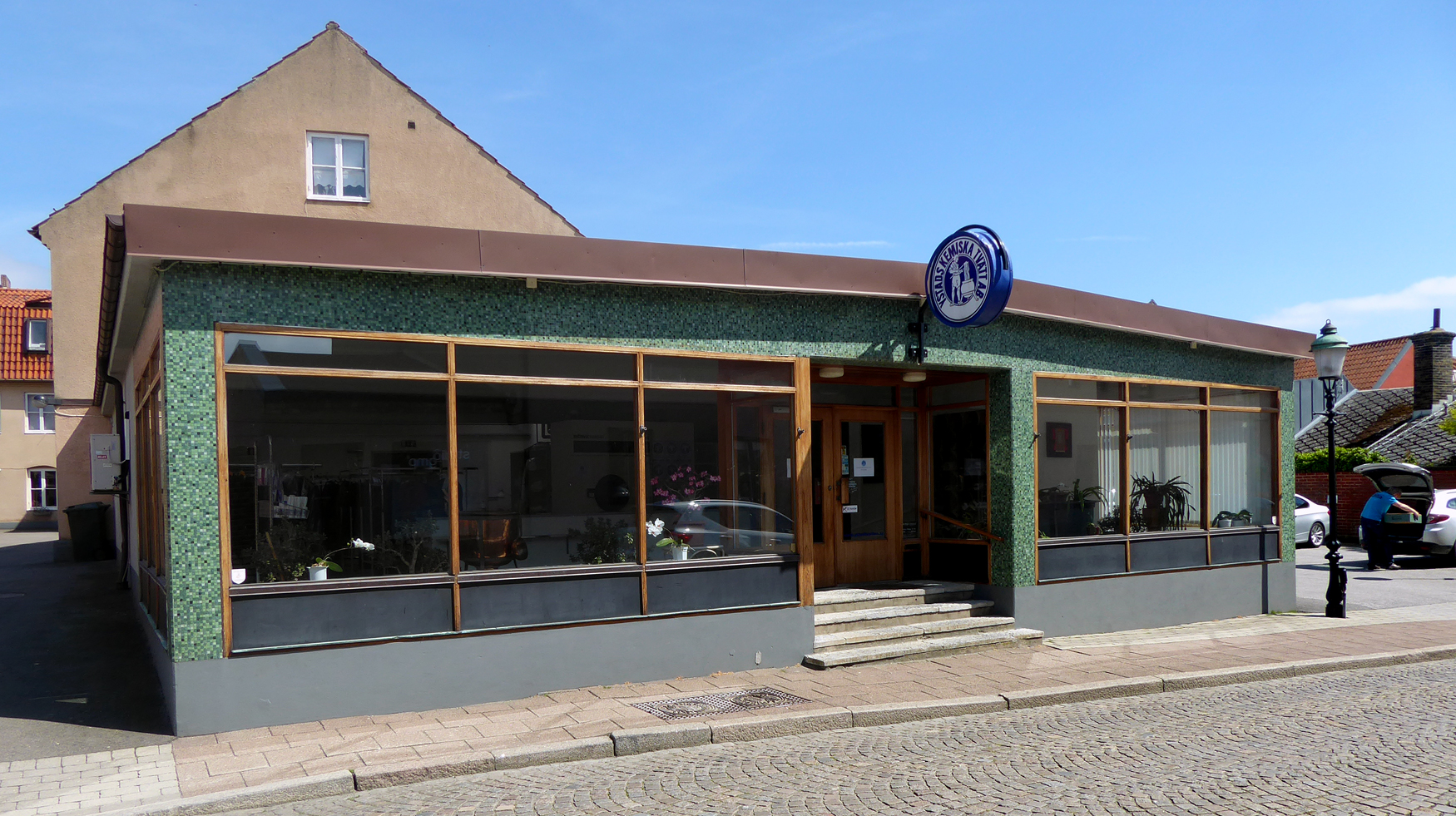
Mosaik.
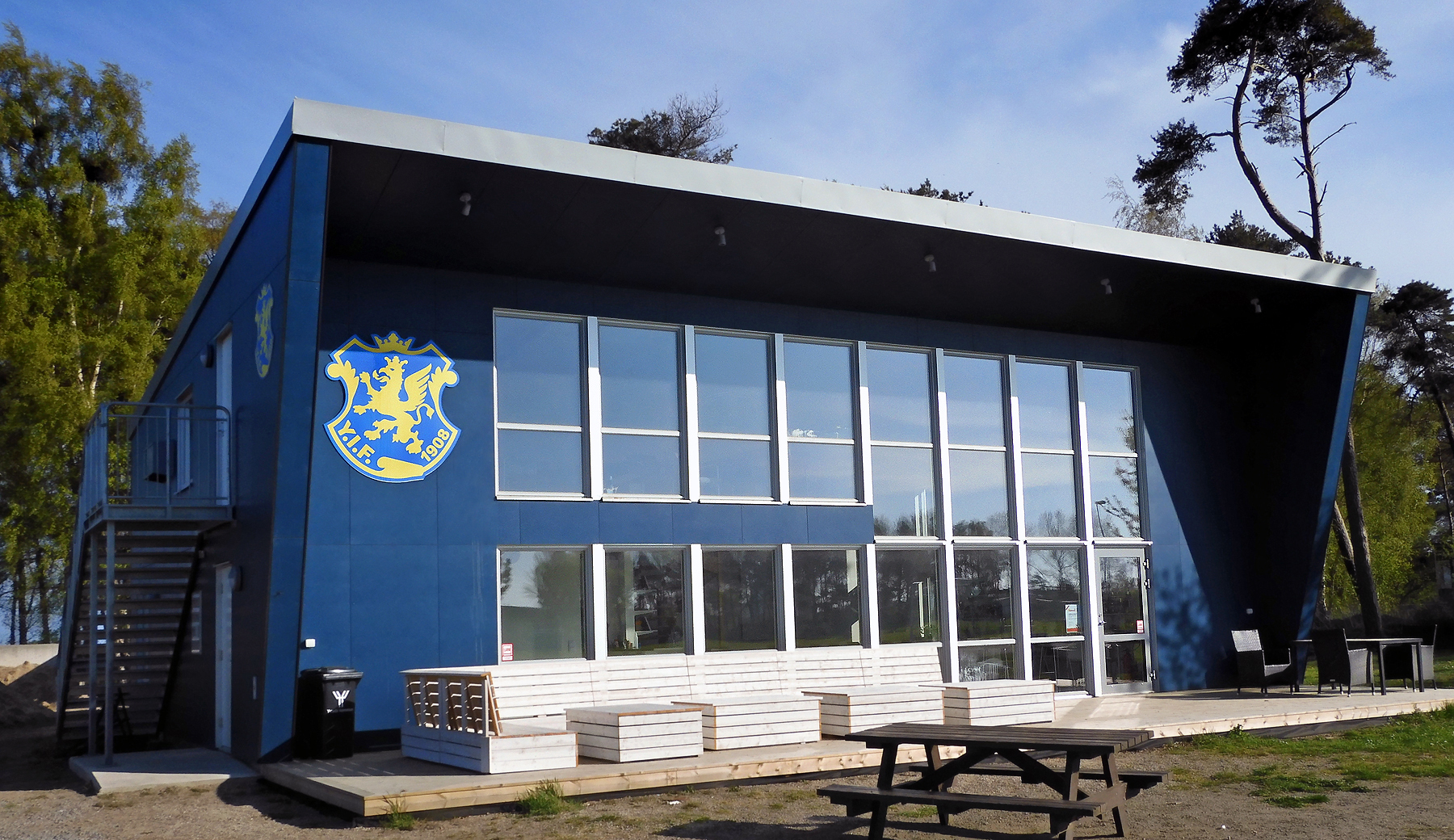
Granitkeramik.